# جراحة الحول محدودة التدخل
جراحة الحول محدودة التدخل (اختصارًا MISS) هي تقنية في جراحة الحول تستخدم شقًا أصغر من النهج الجراحي الكلاسيكي لتصحيح الحالة، وبالتالي تقلّل تعطل الأنسجة. كان دانيال موجون، طبيب العيون السويسري، أوّل من عرض هذه التقنية في عام 2007 تقريبًا، بعد أن وصف عالم العيون البلجيكي مارك جوبين الفكرة في عام 1994 في كتاب مدرسي باللغة الفرنسية.

## تعليمات
تعتبر جراحة الحول محدودة التدخل، فهي تقنية يمكن استخدامها في جميع الأنواع الرئيسية لجراحة الحول مثل حالات ركود العضل المستقيم، أو عمليّات الاستئصال، أو المضاعفات، أو إعادة الجراحة، أو الانتقال، والراحة في العضلات المائلة، والقطبات القابلة للضبط، حتى بوجود حركة محدودة. وتسبب الفتحات الأصغر والإجراء الأقل صدمة بشكل عام، فيُلجأ إلى عملية إعادة تأهيل أسرع بعد العملية الجراحية؛ كما قد يحدث ورم أقل فيخف انعدام راحة المريض بعد العملية مباشرة. ومن المفترض أنه يمكن إجراء هذه التقنية كعمليّة خارج المستشفى لدى العديد من المرضى (معظمهم من البالغين). وثّقت دراسة نشرت في عام 2017 أنّ العملية هذه تؤدّي إلى عدد أقل من مضاعفات تورم الملتحمة والجفن في فترة ما بعد الجراحة مباشرة، مقارنة بجراحة الحول التقليدية مع نتائج طويلة الأجل متشابهة بين المجموعتين. وتتميّز هذه التقنية أيضًا بأنّها قد تقلل من خطر الإصابة بنقص تروية الجزء الأمامي لدى بعض المرضى، بخاصة أولئك الذين يعانون من اعتلال العين المنسوب لغريفز.

## المبدأ
خلال جراحة الحول محدودة التدخل، يجب أن يستخدم الجراح مجهر التشغيل بدلاً من النظارات المكبرة. وبدلاً من القيام بشقّ واحد كبير في الملتحمة كما هو الحال في جراحة الحول التقليدية، يقوم الجراح بالعديد من الشقوق الصغيرة حيث يجب إجراء الخطوات الجراحية الرئيسية.تكون الشقوق بعيدةً قدر الإمكان عن حوف القرنية لتقليل الانزعاج بعد العملية الجراحية. بين اثنين من هذه الشقوق، ويسمّيان الشقوق الرئيسية، هناك «نفق» يستخدمه الجراح لإدخال الأداة لعلاج عضلات العين. في نهاية العملية، يجري إغلاق فتحات الشقوق الرئيسية باستخدام خيوط قابلة للامتصاص. تجري تغطية هذه الشقوق المصغرة بعد الجراحة بواسطة الجفن. تقلل شقوق هذه التقنية بشكل ملحوظ تكرار وشدة مضاعفات القرنية، على سبيل المثال، التهاب القرنية والملتحمة الجاف وتكوين ديلين، ووهي تسمح بارتداء العدسات اللاصقة في وقت أبكر. أمّا الفوائد الطويلة الأجل فهي تجنب زيادة احمرار الملتحمة المرئية وتناقص علامات الأنسجة المحيطة بالمنظار، مما يسهل إعادة الجراحة - في حال كان لا بدّ من ذلك.

## النتائج السريرية
ما زالت نتائج ما بعد العمليّة الجراحية المذكورة، المتعلقة بمحاذاة العين، محدودة حتى الآن في الكتب بالنتائج عينها كجراحة الحول الكلاسيكية. تم توثيق ذلك، على سبيل المثال، عند مقارنة 40 طفلاً ؛ المجموعة التي خضعت للعملية المذكورة، أظهر، بالفعل، تورم أقل في الملتحمة والجفون بعد الجراحة. وتعدّ معدّلات المضاعفات الأقل والشفاء العاجل بشكل أسرع المزايا الرئيسية لـجراحة الحول محدودة التدخل. وجرى عرض فعالية هذه التقنية لجراحة عضلات المستقيم وكذلك لجراحة العضلات المائلة. كما أبلغت مجموعة من الهند عن الأداء الناجح لهذه التقنية لدى المرضى الذين يعانون من اعتلال غريفز.

## المساوئ والمضاعفات المحتملة
تستغرق جراحة الحول محدودة التدخّل وقتًا أطول من الجراحة التقليدية إذ أنّ القيام بعمليّة جراحية على العضلات من خلال النفق هو أكثر صعوبة بالنسبة للجرّاح. قد تتمزّق الثقوب الأساسيّة لدى المرضى المتقدّمين في السّن. وإذا شمل التمزّق محفظة تينون، فقد تنتج عنه ندبة مرئية. ويتسبّب حدوث نزيف مفرط لا يمكن إيقافه بتوسيع الجروح اللازمة من أجل كي الشريان. عادةً، يمكن تجنب التحول إلى فتح الحافة كما يحصل في جراحة الحول الكلاسيكية. هناك تقارير قليلة، على الرغم من ذلك، عن المضاعفات التي تنتج عن جراحة الحول محدودة التدخل وحدها.

## روابط خارجية
- الأكاديمية الأمريكية لطب العيون حول جراحة الحول محدودة التدخل[وصلة مكسورة]